# شهریار ممدیاروف
شهریار حمید اوغلو ممدیاروف (ترکی آذربایجانی: Şəhriyar Həmid oğlu Məmmədyarov) (زادهٔ ۱۲ آوریل ۱۹۸۵) استادبزرگ شطرنج اهل جمهوری آذربایجان است.
شهریار که در سطح بین‌المللی به نام شخریار ممدیاروف شناخته می‌شود، استاد بزرگ شطرنج اهل جمهوری آذربایجان است. او از دسامبر ۲۰۲۳ به عنوان برترین بازیکن شطرنج آذربایجان شناخته می‌شود. بهترین ریتینگ شخصی او، ۲۸۲۰، او را به ششمین بازیکن با بالاترین ریتینگ در تاریخ شطرنج تبدیل کرده است.
ممدیاروف در تورنمنت کاندیداها در سال‌های ۲۰۱۱ (حذف در مرحله یک‌چهارم نهایی)، قهرمانی شطرنج جهان ۲۰۱۴ (رتبه چهارم) و ۲۰۱۸ (رتبه دوم) رقابت کرده است. او دو بار قهرمان شطرنج جوانان جهان (۲۰۰۳ و ۲۰۰۵) و قهرمان شطرنج سریع جهان در سال ۲۰۱۳ شده است.
ممدیاروف در المپیاد شطرنج ۲۰۱۲ در میز سوم مدال طلا کسب کرد و سه بار قهرمان تیمی اروپا (۲۰۰۹، ۲۰۱۳ و ۲۰۱۷) با تیم ملی آذربایجان شد. او همچنین دو بار برنده مسابقات یادبود تال (۲۰۱۰ مشترک و ۲۰۱۴ بلیتس) و مسابقات شطرنج شمکر (۲۰۱۶ و ۲۰۱۷) بوده است. ممدیاروف در سال ۲۰۱۸ نیز قهرمان جشنواره شطرنج بیل شد، جایی که قهرمان وقت جهان، مگنوس کارلسن، را شکست داد.

## زندگی شخصی
والدین شهریار اهل شهرستان زنگلان در جمهوری آذربایجان هستند. در سال ۱۹۸۰، خانواده او به شهر صنعتی و در حال رشد سومقاییت، آذربایجان نقل مکان کردند، جایی که شهریار در آن متولد شد. اولین مربی شطرنج او پدرش بود که خود یک بوکسور سابق بود و مدتی نیز به شهریار بوکس آموزش داد. ممدیاروف دو خواهر به نام‌های زینب و ترکمن ممدیاروا دارد که هر دو استاد بزرگ شطرنج بانوان هستند. او در سال ۲۰۱۲ ازدواج کرد اما بعدها طلاق گرفت و در ژوئیه ۲۰۱۷ دوباره ازدواج کرد.

## حرفه شطرنج حرفه‌ای
در سال ۲۰۰۳، ممدیاروف قهرمان مسابقات شطرنج جوانان جهان شد. او این پیروزی را در سال ۲۰۰۵ تکرار کرد و به تنها قهرمان دو بار این مسابقات تبدیل شد. او با کسب ریتینگ عملکردی ۲۹۵۳ پس از هشت دور، توجه جهانی را به خود جلب کرد. این عملکرد باعث شد او به مسابقات "اسنت ۲۰۰۶" در هوگویفن دعوت شود. ممدیاروف پس از پیروزی در این مسابقه و تکرار این پیروزی در نسخه ۲۰۰۷، به شهرت جهانی رسید.
در سال ۲۰۰۵، ممدیاروف در جام باشگاه‌های اروپایی شرکت کرد و دومین ریتینگ عملکردی بالاتر (۲۹۱۳) را در بین همه شرکت‌کنندگان پس از واسیل ایوانچوک به دست آورد. ممدیاروف در فوریه ۲۰۰۶ در مسابقات «اِروفلات اوپن» در مسکو به مقام اول مشترک رسید و امتیاز ۶½/۹ کسب کرد. در ماه مه همان سال، او در رویداد سریع «فی‌نت/اردیکس» برنده شد. در اکتبر ۲۰۰۶، او مسابقات بسته «اسنت شطرنج» در هوگویفن را با ۴½/۶ پیروز شد و در تای‌بریک سونه‌برگ-برگر جودیت پولگار را شکست داد.
ممدیاروف در جام جهانی شطرنج ۲۰۰۷ به دور سوم رسید، جایی که توسط ایوان چارپینوف حذف شد. در سال ۲۰۰۸، او برنده مسابقات سریع حذفی «سیرکیت کورسیکا» شد.

## نگارخانه

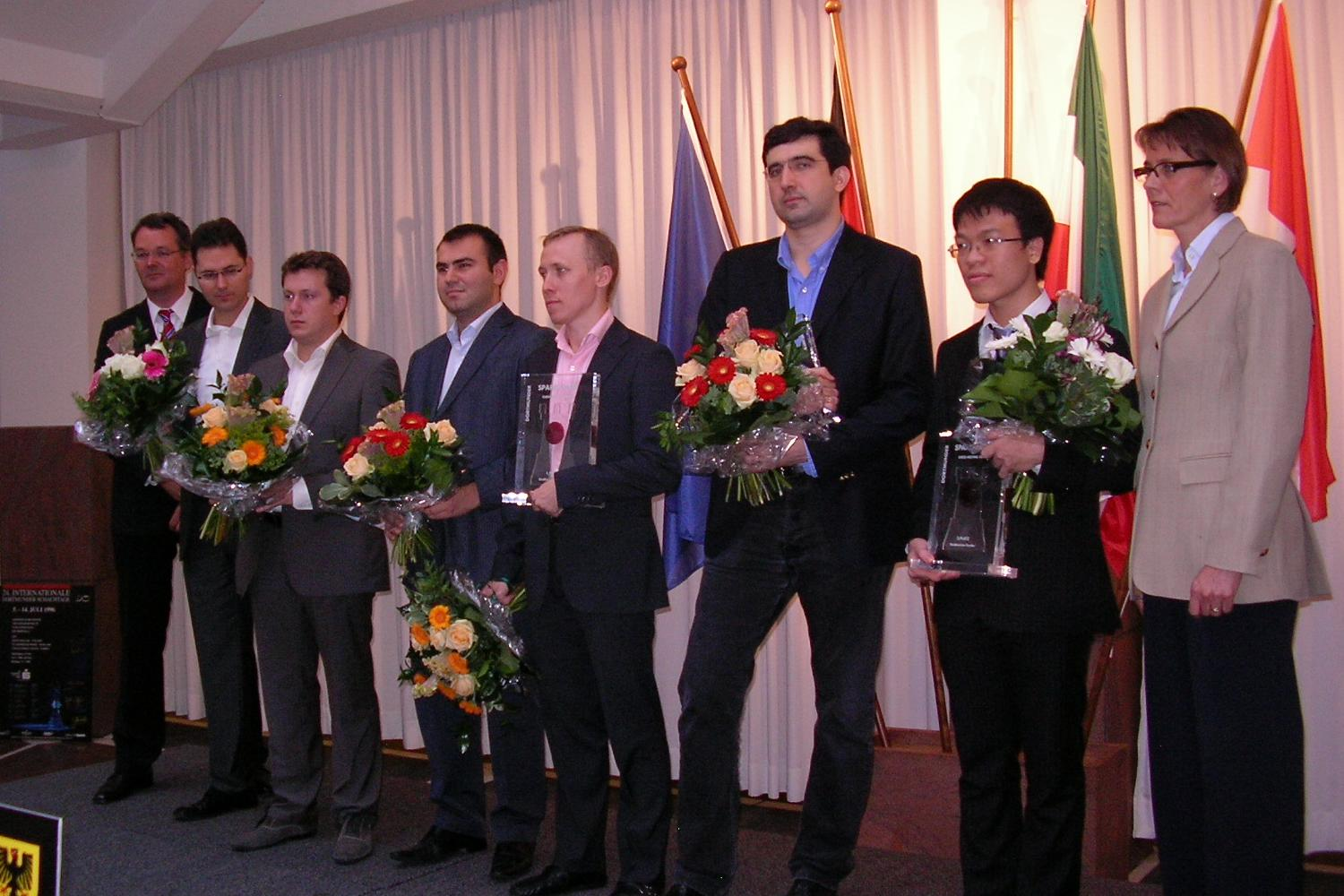